# Триніті (Ньюфаундленд і Лабрадор)
Триніті (англ. Trinity (Trinity Bay)) — містечко в Канаді, у провінції Ньюфаундленд і Лабрадор.

## Населення
За даними перепису 2016 року, містечко нараховувало 169 осіб, показавши зростання на 23,4 %, порівняно з 2011 роком. Середня густина населення становила 13,1 осіб/км².
З офіційних мов обома одночасно володіли 10 жителів, тільки англійською — 160.
Працездатне населення становило 60 % усього населення, рівень безробіття — 13,3 % (0 % серед чоловіків та 0 % серед жінок). 86,7 % осіб були найманими працівниками, а 13,3 % — самозайнятими.

## Клімат

Панорама містечка ранком

Середня річна температура становить 4,3 °C, середня максимальна — 19,2 °C, а середня мінімальна — −11,9 °C. Середня річна кількість опадів — 1370 мм.
| Клімат поселення                              | Клімат поселення | Клімат поселення | Клімат поселення | Клімат поселення | Клімат поселення | Клімат поселення | Клімат поселення | Клімат поселення | Клімат поселення | Клімат поселення | Клімат поселення | Клімат поселення | Клімат поселення |
| Показник                                      | Січ.             | Лют.             | Бер.             | Квіт.            | Трав.            | Черв.            | Лип.             | Серп.            | Вер.             | Жовт.            | Лист.            | Груд.            |                  |
| Середній максимум, °C                         | −1,1             | −1,5             | 2,06             | 6,81             | 11,47            | 16,34            | 19,19            | 19,06            | 15,15            | 10,14            | 5,30             | 0,31             |                  |
| Середня температура, °C                       | −6,29            | −6,68            | −3,11            | 1,62             | 6,28             | 11,17            | 15,78            | 15,64            | 11,73            | 6,74             | 1,89             | −3,11            |                  |
| Середній мінімум, °C                          | −11,47           | −11,86           | −8,29            | −3,55            | 1,11             | 5,97             | 12,37            | 12,23            | 8,33             | 3,32             | −1,52            | −6,51            |                  |
| Норма опадів, мм                              | 119              | 109              | 106              | 113              | 96               | 102              | 95               | 96               | 132              | 142              | 127              | 133              |                  |
| Середньомісячна швидкість вітру, м/с          | 6.62             | 6.39             | 6.19             | 5.83             | 5.28             | 4.99             | 4.78             | 4.83             | 5.32             | 5.85             | 6.15             | 6.59             |                  |
| Середньомісячна сонячна радіація, кДж/м²·день | 3876             | 6728             | 10589            | 13911            | 17069            | 19020            | 19007            | 15833            | 11807            | 6951             | 3996             | 2965             |                  |
| --------------------------------------------- | ---------------- | ---------------- | ---------------- | ---------------- | ---------------- | ---------------- | ---------------- | ---------------- | ---------------- | ---------------- | ---------------- | ---------------- | ---------------- |
| Джерело:                                      |                  |                  |                  |                  |                  |                  |                  |                  |                  |                  |                  |                  |                  |